# Магальяйнш Песоа
Магальянш Песоа (порт. Estádio Dr. Magalhães Pessoa) — многофункциональный футбольный стадион в городе Лейрия (Португалия). Принимал матчи ЕВРО 2004, Суперкубка Португалии и других крупных футбольных турниров, а также крупные легкоатлетические соревнования.
Стадион спроектирован Томасом Тавейрой. Открыт в 2003 году, первый матч состоялся 19 ноября того же года (товарищеский матч между Португалией и Кувейтом). Первый официальный матч состоялся 11 января 2004 года — «Униан Лейрия» принимала «Бенфику». Рекорд посещаемости зафиксирован в матче между Хорватией и Францией 17 июня 2004 года — 29 160 зрителей.
Стадион находится в центре города, рядом со старинным замком. Фасад и кресла раскрашены в яркие хаотичные цвета.

## Евро 2004
Стадион принял два матча группы B, оба завершились ничьей.
| 13 июня 2004 | \| Швейцария \| 0:0 \| Хорватия \| | Зрителей: 24 090 Судья: Лусилиу Батишта |
| Швейцария    | 0:0                                | Хорватия                                |

| 17 июня 2004                | \| Хорватия \| 2:2 \| Франция \| \| Рапаич 48' (пен.), Пршо 52' \| Голы \| Тудор (авт.) 22', Трезеге 64' \| | Зрителей: 29 160 Судья: Ким Милтон Нильсен |
| Хорватия                    | 2:2 | Франция                                    |
| Рапаич 48' (пен.), Пршо 52' | Голы | Тудор (авт.) 22', Трезеге 64'              |